# Michelle Reis
Michele Monique Reis, detta Michelle Reis (Macao portoghese, 20 giugno 1970), è un'attrice e modella portoghese.

## Biografia
Michelle nasce il 20 giugno 1970 a Hong Kong, al tempo colonia britannica; suo padre, di origini macanesi, ha combattuto contro l'esercito imperiale giapponese e ha partecipato nella battaglia di Hong Kong dove venne catturato e imprigionato fino alla fine della seconda guerra mondiale. Dopo la liberazione di Hong Kong nel 1945, tornò a Hong Kong, dove sposò la madre di Michelle.
Michelle parla della sua infanzia come brutta e infelice, ricorda soprattutto i genitori che litigavano spesso e con gli anni il padre si allontanava sempre di più finché nel 1982 abbandonò Michelle e sua madre causando una grave mancanza nell'infanzia di Michelle.
Michelle appare per la prima volta in televisione nel 1973 in una pubblicità per bambini quando aveva 3 anni, mentre la sua seconda apparizione, sempre in uno spot pubblicitario venne girata nel quando lei aveva 12 anni. Inizia a lavorare come modella all'età di 14 anni
Diversi anni dopo l'abbandono, il padre di Michelle cercò di contattarla per chiedere denaro ma lei non aveva alcuna intenzione di riallacciare i rapporti, quest'ultimo mori nel 1995.

## Carriera

### 1988-1993
Nel 1988 Reis fece un'audizione per il concorso di Miss Hong Kong; era previsto che Reis avrebbe vinto il "Premio per il miglior fotogenico", ma a vincere fu Sheila Chin. Tuttavia Reis non mollò e incoraggiata dalla madre riuscì ad andare avanti con il concorso. La competizione tra Reis e Sheila fu dura ma alla fine Reis vinse il concorso, diventando Miss Hong Kong 1988 all'età di soli 18 anni. Nello stesso anno, Reis divenne anche la prima Miss Chinese International  e ricevette il "Premio per il miglior fotogenico". Dopo l'incoronazione di Miss Chinese International, Reis ha partecipato al concorso Miss Mondo 1998, dove ha promosso l'immagine di Hong Kong nel mondo. Continuando il suo ritrovato status di acclamata reginetta di bellezza, Reis avrebbe dovuto competere nel concorso Miss Universo 1989 ma si ritirò per motivi di salute.
Entrata nel mondo del cinema (dopo aver lavorato in 2 spot pubblicitari) nel 1990, Reis ebbe il suo primo ruolo in Declaration Of Help (1990). Nel 1990 apparve anche in A Chinese Ghost Story Part II e No Risk, No Gain, Perfect Girls (1990).  Negli anni successivi avrebbe preso parte ad alcune commedie tra cui The Banquet (1991), Royal Tramp II (1992), Kiddo in Swordsman II (1992) e  A Kid from Tibet (1992).

### 1993–1995
A partire dal 1993, Reis interpreta il ruolo di Ting- Ting nel film di Jet Li The Legend of Fong Sai Yuk (1993). Il film è stato un successo al botteghino e Reis ha poi recitato nel suo sequel uscito nello stesso anno Fong Sai-Yuk II. Passando alla televisione, Reis apparve in The Legendary Ranger (1993). In The Black Morning Glory (1993) Reis ebbe un ruolo importante interpretando un complesso doppio ruolo di assassina professionista, una simile trama ci fu in The Other Side of the Sea (1994), dove Reis ebbe nuovamente il ruolo di un'assassina in fuga.
Nel 1995 Reis recitò in Fallen Angels (1995), film che sarebbe diventato un classico della filmografia di Hong Kong.

### 1995-Anni 2000
Dopo il successo di Fallen Angels, Reis iniziò a recitare in sempre meno film con solo 8 film nei successivi 5 anni e si concentrò sul lavoro da modella. Nel 1996 ha preso parte a 13 luglio (1996), un film horror su problemi mentali, suicidio e pressione insonne nel caos della vita cittadina di Hong Kong. Nel 1997 Reis ha recitato in Armageddon e in Young And Dangerous IV.
Intorno al XXI secolo, Reis decise di ritirarsi dalla recitazione per concentrarsi sulla sua famiglia, facendo apparizioni pubbliche occasionali. Il suo ultimo ruolo è stato Bodyguards and Assassins del 2009.

## Filmografia parziale
- No Risk, No Gain regia di Jimmy Heung (1990)

- Angeli perduti (Fallen Angels), regia di Wong Kar-Wai (1995)
- Hai shang hua, regia di Hsiao-hsien Hou (1998)
- Bodyguards and Assassins, regia di Teddy Chan (2009)

## Riconoscimenti
- 1988 - Miss Hong Kong
- 1988 - Miss Chinese International
- 1996 - Nomination Premio Bauhinia d'oro